# Vlag van Trnava

Vlag van Trnava (ratio 2:3)

De vlag van Trnava, een regio van Slowakije, is blauw met drie horizontale gele (gouden) banen. De blauwe en gele gedeelten van de vlag verhouden zich tot elkaar als (van boven naar beneden) 2:1:1:1:1:1:2.
De kleuren geel en blauw zijn de regionale kleuren, en de opname in de vlag is gebaseerd op het wapen van de regionale hoofdstad Trnava (dat een gouden wiel op een blauwe achtergrond toont) en van andere plaatsen in de regio. Zo bevat het hier links afgebeelde wapen van Dunajská Streda drie blauwe en drie gele (gouden) horizontale banen.
De drie gouden lijnen verwijzen, net als de drie blauwe golvende lijnen in het regionale wapen, naar de drie rivieren Donau, Váh en Morava, die alle drie door of aan de randen van de regio stromen.
De vlag werd op 20 december 2002 aangenomen.